# La Ferté-Milon
Pour les articles homonymes, voir La Ferté (homonymie) et Milon.

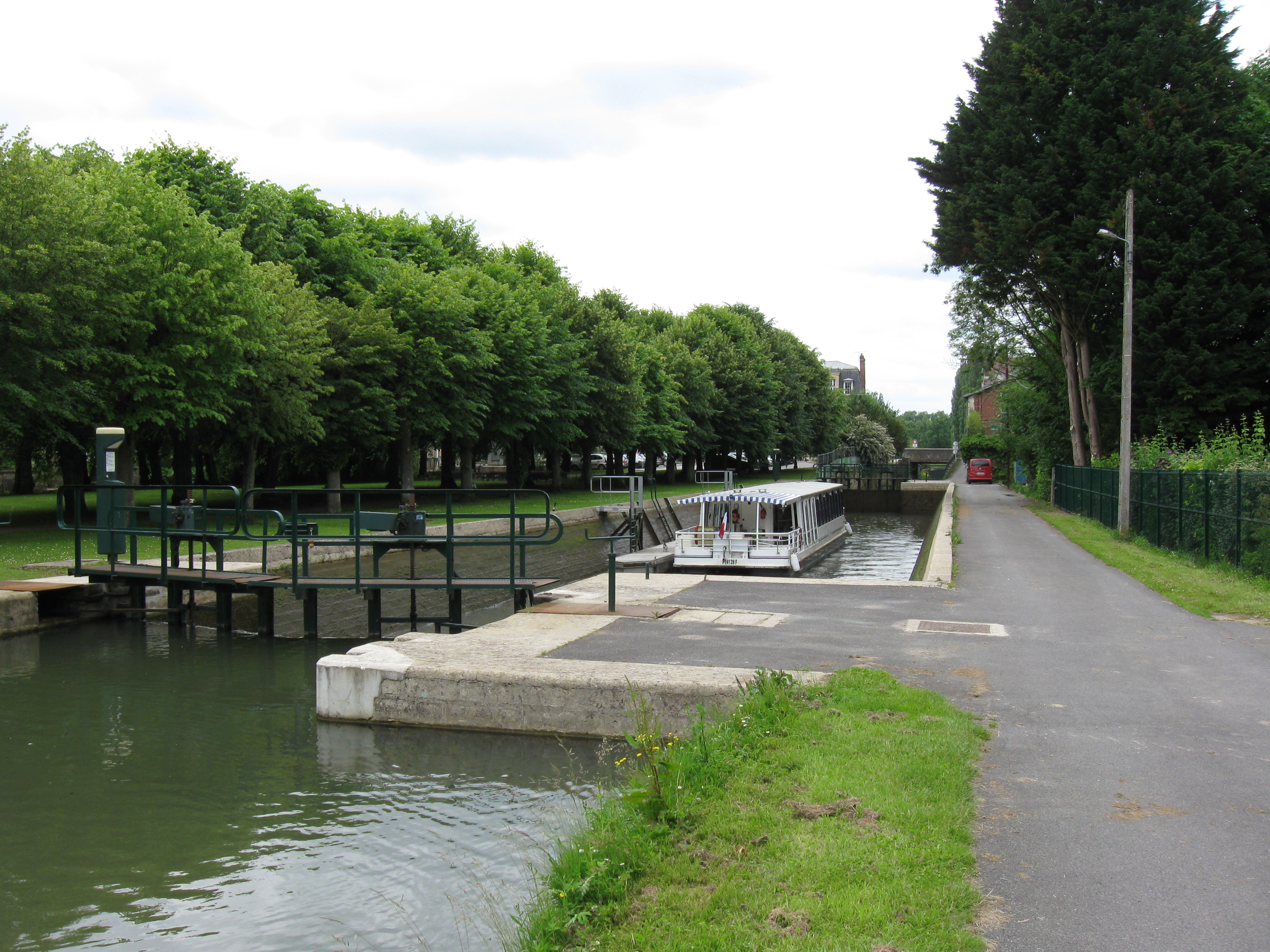
L'écluse de la Ferté-Milon.

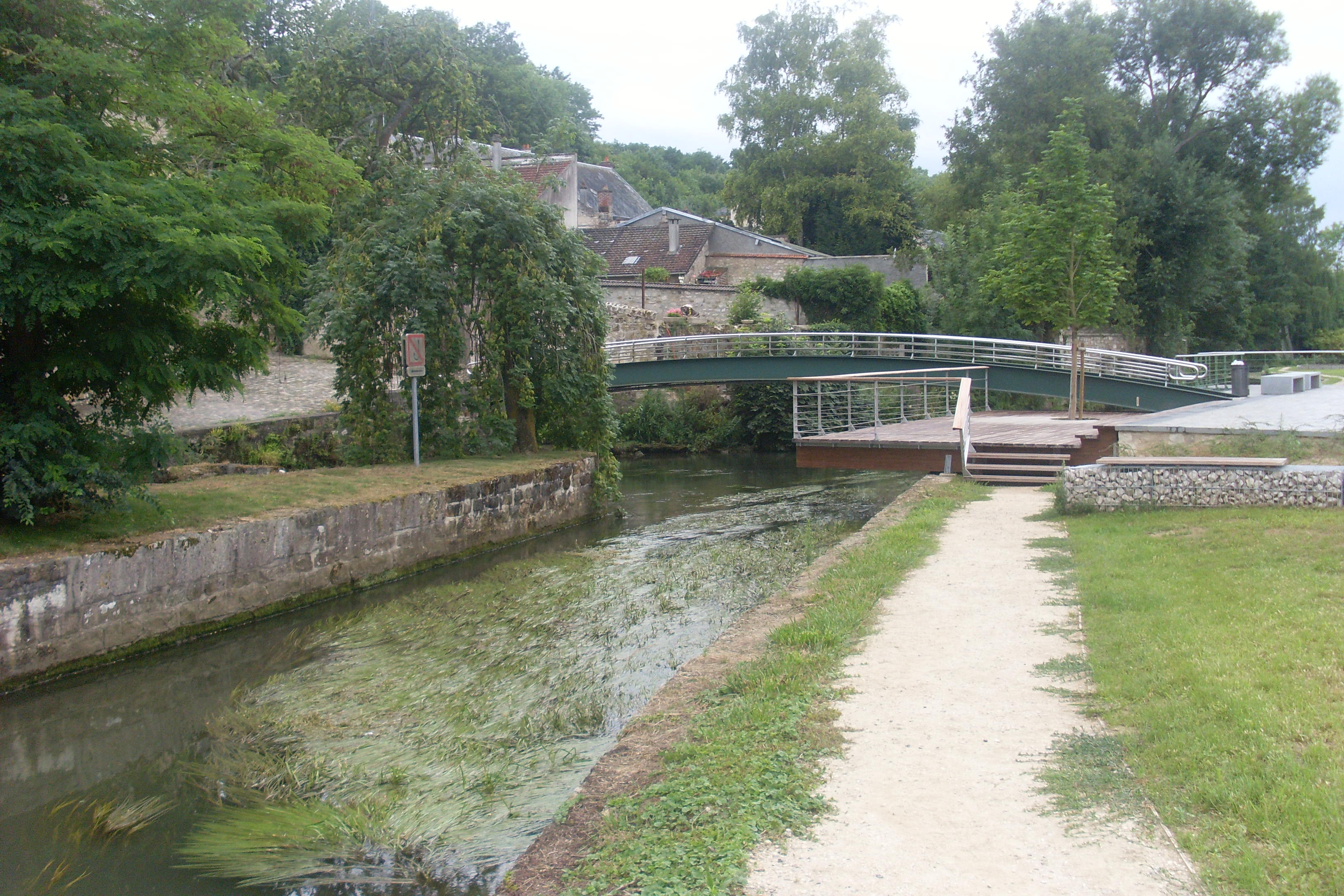
L'Ourcq à La Ferté-Milon après l'écluse.

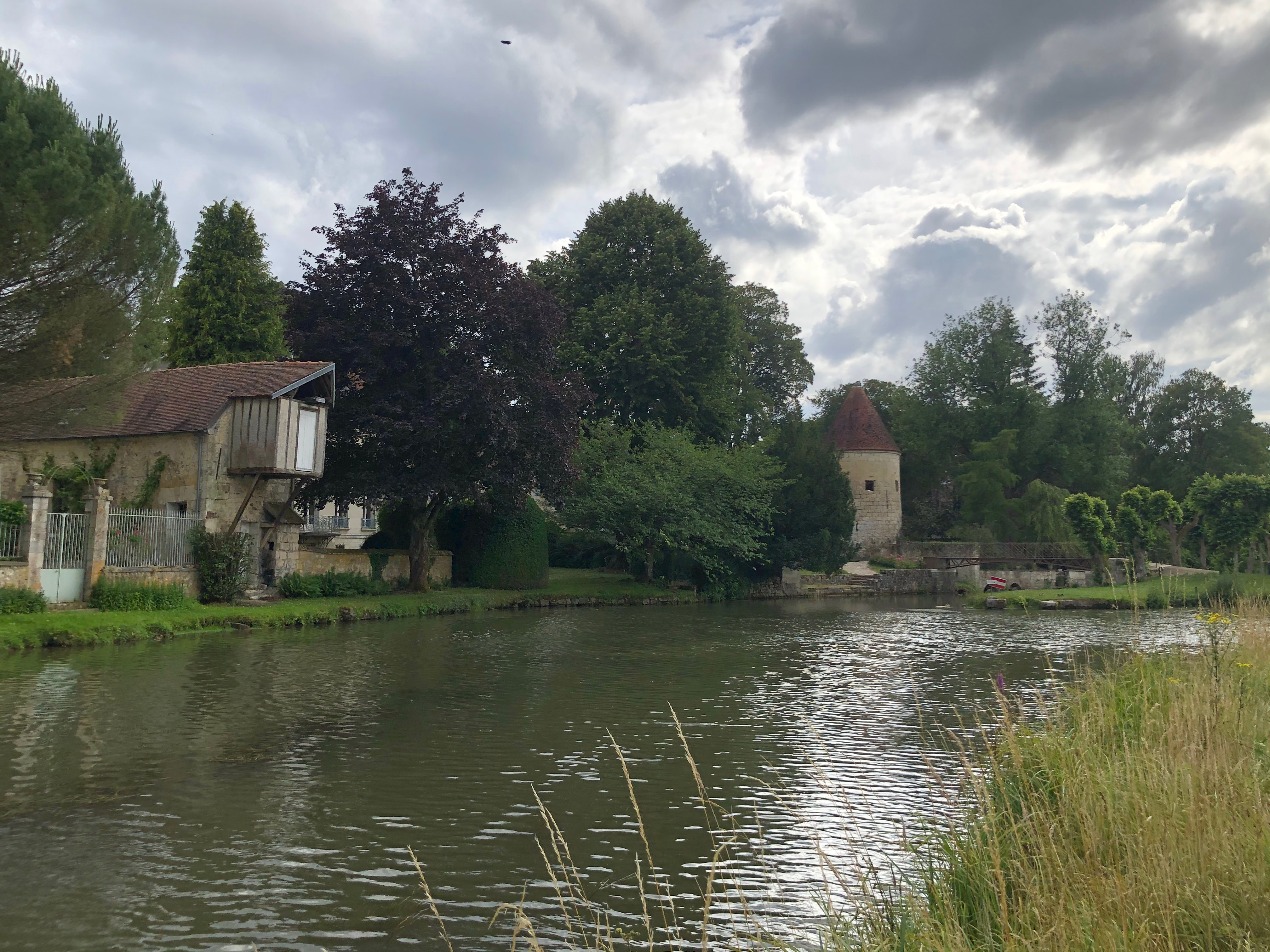
L'Ourcq à La Ferté-Milon.

La Ferté-Milon est une commune française située dans le département de l'Aisne en région Hauts-de-France, connue pour être le lieu de naissance de Jean Racine.

## Géographie

### Localisation
La commune située dans le sud-ouest de l'Aisne est limitrophe du département de l'Oise. La Ferté-Milon est à 10 km au sud-est de Villers-Cotterêts et à 31 km au nord-ouest de Château-Thierry.
| Villers-Cotterêts | Oigny-en-Valois | Silly-la-Poterie, Troësnes |
|                   | La Ferté-Milon  | Marizy-Sainte-Geneviève    |
| Marolles (Oise)   | Chézy-en-Orxois | Passy-en-Valois, Dammard   |

### Hydrographie
La commune est située dans le bassin Seine-Normandie. Elle est drainée par l'Ourcq, le ru d'Allan, le fossé 01 de Charcy, le canal 01 des Hureaux, le cours d'eau 01 des Hureaux, le fossé 01 de Saint-Quentin-sur-Allan, le fossé 01 de Saint-Waast, l'Ourcq et divers autres petits cours d'eau,.
L'Ourcq, d'une longueur de 86 km, prend sa source dans la commune de Courmont et se jette  dans la Marne en limite de Mary-sur-Marne et de Lizy-sur-Ourcq, face à Isles-les-Meldeuses, après avoir traversé 36 communes.
Le ru d'Allan, d'une longueur de 17 km, prend sa source dans la commune de Sommelans et se jette  dans divers bras de l'Ourcq à Mareuil-sur-Ourcq, après avoir traversé douze communes.
De nombreux puits et sources sont présents sur le territoire communal, dont nombres sont des sources privées se trouvant dans les jardins ou les caves. Quelques rus déchargent ces points d'eau pour ensuite se jeter dans l'Ourcq.

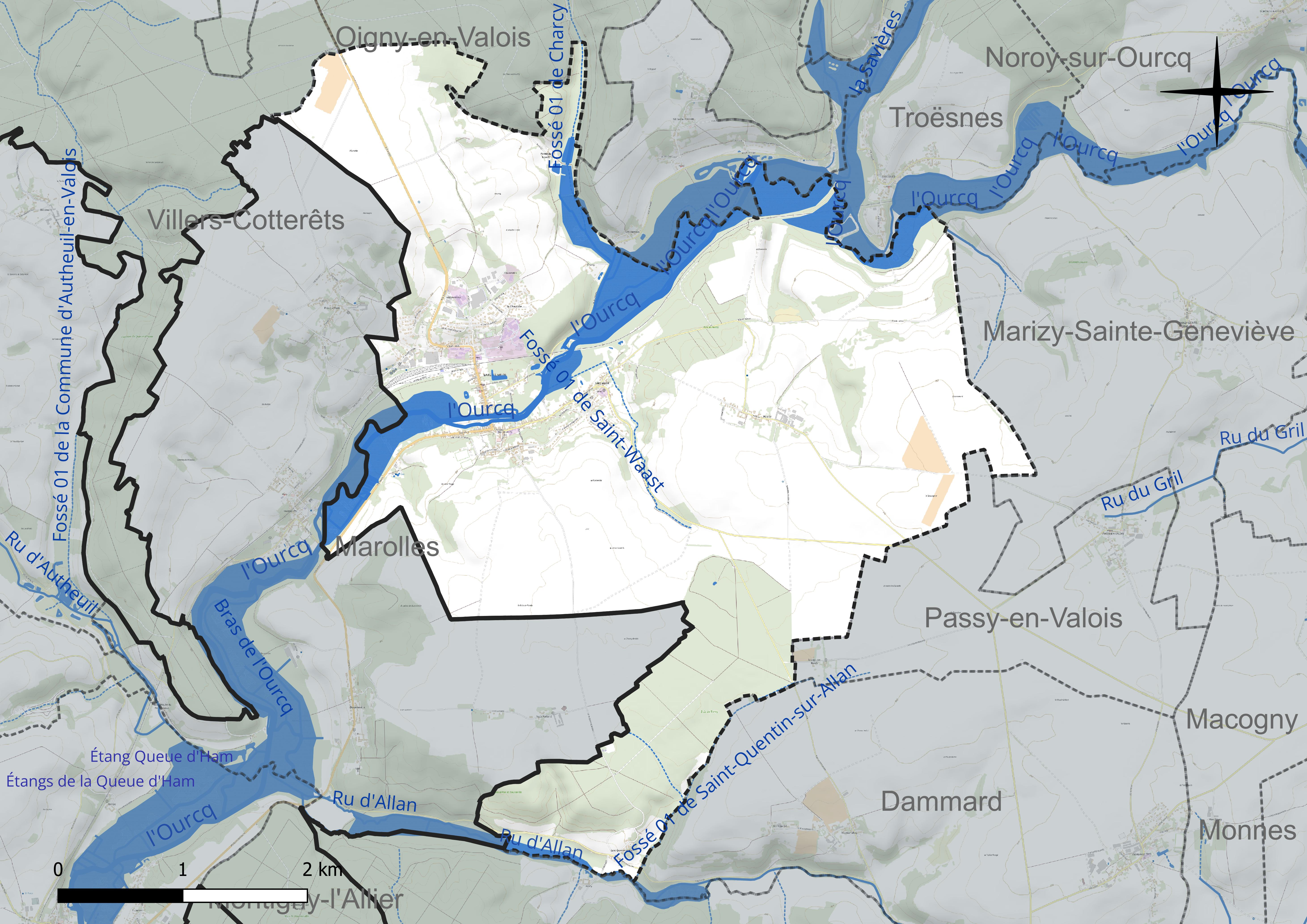
Réseau hydrographique de la Ferté-Milon.

### Climat
Pour des articles plus généraux, voir Climat des Hauts-de-France et Climat de l'Aisne.
En 2010, le climat de la commune est de type climat océanique dégradé des plaines du Centre et du Nord, selon une étude du CNRS s'appuyant sur une série de données couvrant la période 1971-2000. En 2020, Météo-France publie une typologie des climats de la France métropolitaine dans laquelle la commune est exposée à un climat océanique altéré et est dans la région climatique Nord-est du bassin Parisien, caractérisée par un ensoleillement médiocre, une pluviométrie moyenne régulièrement répartie au cours de l'année et un hiver froid (3 °C).
Pour la période 1971-2000, la température annuelle moyenne est de 10,9 °C, avec une amplitude thermique annuelle de 15 °C. Le cumul annuel moyen de précipitations est de 724 mm, avec 11,3 jours de précipitations en janvier et 8,3 jours en juillet. Pour la période 1991-2020, la température moyenne annuelle observée sur la station météorologique la plus proche, située sur la commune d'Ussy-sur-Marne à 25 km à vol d'oiseau, est de 11,3 °C et le cumul annuel moyen de précipitations est de 726,5 mm,. Pour l'avenir, les paramètres climatiques de la commune estimés pour 2050 selon différents scénarios d'émission de gaz à effet de serre sont consultables sur un site dédié publié par Météo-France en novembre 2022.

## Urbanisme

### Typologie
Au 1er janvier 2024, La Ferté-Milon est catégorisée bourg rural, selon la nouvelle grille communale de densité à 7 niveaux définie par l'Insee en 2022.
Elle appartient à l'unité urbaine de La Ferté-Milon, une unité urbaine monocommunale constituant une ville isolée,. Par ailleurs la commune fait partie de l'aire d'attraction de Paris, dont elle est une commune de la couronne,.

### Occupation des sols
L'occupation des sols de la commune, telle qu'elle ressort de la base de données européenne d'occupation biophysique des sols Corine Land Cover (CLC), est marquée par l'importance des territoires agricoles (62,2 % en 2018), une proportion identique à celle de 1990 (62,2 %). La répartition détaillée en 2018 est la suivante : 
terres arables (49 %), forêts (29,5 %), prairies (7,9 %), zones urbanisées (7,2 %), zones agricoles hétérogènes (5,3 %), milieux à végétation arbustive et/ou herbacée (1,1 %).
L'évolution de l'occupation des sols de la commune et de ses infrastructures peut être observée sur les différentes représentations cartographiques du territoire : la carte de Cassini (XVIIIe siècle), la carte d'état-major (1820-1866) et les cartes ou photos aériennes de l'IGN pour la période actuelle (1950 à aujourd'hui).

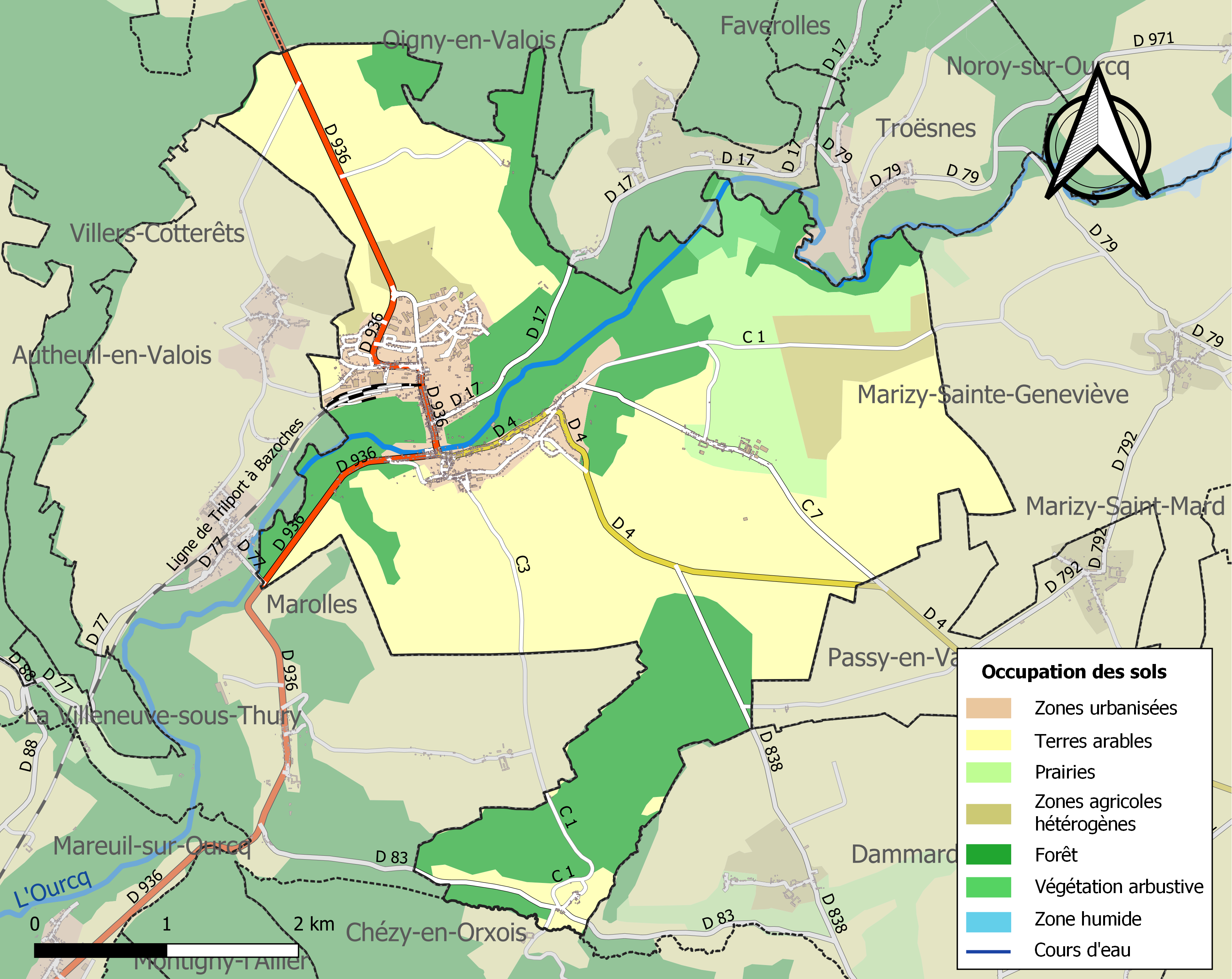
Carte de l'occupation des sols de la commune en 2018 (CLC).

### Lieux-dits, hameaux et écarts
La Chaussée, Saint-Waast, Saint-Lazare sont les anciens faubourgs composant la commune.
Mosloy, Saint-Quentin-sur-Allan (ancienne commune réunie en 1960 à La Ferté-Milon) sont les hameaux.

### Voies de communication et transports
La commune est desservie par la gare de La Ferté-Milon assurant des liaisons vers Paris par la ligne P du Transilien. Une liaison autocar est assurée vers Fismes, le reste du voyage vers Reims étant effectué à nouveau en train.
La commune est desservie, en 2023, par la ligne 6495 du réseau interurbain de l'Oise et par la ligne D du réseau Villéo-Retzéo.
Le canal fut aussi pendant longtemps une voie de transit pour acheminer les marchandises vers Paris. Comme le grain, le bois, le charbon et les textiles.

## Toponymie
Le nom de la localité est attesté sous la forme Firmitatem Milonis en 1163.
Le toponyme La Ferté est issu de l'ancien français ferté qui procède lui-même du latin firmitas / firmitate et qui signifie généralement « place forte » ou « château fort ».  Une première forteresse et des remparts, au VIIIe siècle, furent érigées, sous la férule d'un seigneur nommé Milon, nom de personne de type germanique.
Durant la Révolution, la commune porte le nom de La Ferté-sur-Ourcq.

## Histoire
La Ferté-Milon était l'une des principales châtellenies du duché de Valois, elle faisait partie de l'arrondissement de Château-Thierry jusqu'en 1926 où elle fut rattachée à l'arrondissement de Soissons avant de revenir à celui de Château-Thierry en 1942. Elle absorba en 1960 sa voisine, Saint-Quentin-sur-Allan.
Par arrêté préfectoral du 20 décembre 2016, la commune est détachée le 1er janvier 2017 de l'arrondissement de Château-Thierry pour intégrer l'arrondissement de Soissons.

## Politique et administration

### Découpage territorial
La commune de Ferté-Milon est membre de la communauté de communes Retz-en-Valois, un établissement public de coopération intercommunale (EPCI) à fiscalité propre créé le 1er janvier 2017 dont le siège est à Villers-Cotterêts. Ce dernier est par ailleurs membre d'autres groupements intercommunaux.
Sur le plan administratif, elle est rattachée à l'arrondissement de Soissons, au département de l'Aisne et à la région Hauts-de-France. Sur le plan électoral, elle dépend du  canton de Villers-Cotterêts pour l'élection des conseillers départementaux, depuis le redécoupage cantonal de 2014 entré en vigueur en 2015, et de la cinquième circonscription de l'Aisne  pour les élections législatives, depuis le dernier découpage électoral de 2010.

### Administration municipale

#### Liste des maires
| Période                                  | Période                       | Identité                       | Étiquette | Qualité                                   |
| ---------------------------------------- | ----------------------------- | ------------------------------ | --------- | ----------------------------------------- |
| Les données manquantes sont à compléter. |                               |                                |           |                                           |
| 1791                                     | 1793                          | Pierre-François Aubry-Dubochet |           |                                           |
| 1795                                     | 1797                          | Pierre-François Aubry-Dubochet |           |                                           |
| 1816                                     |                               | Mas de Polart                  |           | Général de cavalerie                      |
| 1842                                     | 1843                          | Mas de Polart                  |           | Général de cavalerie (en retraite)        |
| 1947                                     | 1957                          | Philippe Grill                 |           |                                           |
| 1957                                     | 1965                          | Marcel Champy                  |           |                                           |
| 1965                                     | 1971                          | M. Chenu                       |           |                                           |
| 1971                                     | 1992                          | Michel Ferté                   |           |                                           |
| 1992                                     | 2008                          | Jean Dubois                    | UDF       | Agriculteur                               |
| 2008                                     | avril 2014                    | Jean Clément                   |           | Entrepreneur                              |
| avril 2014                               | En cours (au 11 juillet 2020) | Céline Le Frère                | SE        | Ingénieur Réélue pour le mandat 2020-2026 |

## Population et société

### Démographie
L'évolution du nombre d'habitants est connue à travers les recensements de la population effectués dans la commune depuis 1793. Pour les communes de moins de 10 000 habitants, une enquête de recensement portant sur toute la population est réalisée tous les cinq ans, les populations de référence des années intermédiaires étant quant à elles estimées par interpolation ou extrapolation. Pour la commune, le premier recensement exhaustif entrant dans le cadre du nouveau dispositif a été réalisé en 2006.

En 2022, la commune comptait 2 040 habitants, en évolution de −2,86 % par rapport à 2016 (Aisne : −1,97 %, France hors Mayotte : +2,11 %).
| 1793  | 1800  | 1806  | 1821  | 1831  | 1836  | 1841  | 1846  | 1851  |
| ----- | ----- | ----- | ----- | ----- | ----- | ----- | ----- | ----- |
| 2 072 | 2 051 | 1 951 | 1 868 | 1 716 | 1 890 | 1 944 | 1 977 | 1 866 |

| 1856  | 1861  | 1866  | 1872  | 1876  | 1881  | 1886  | 1891  | 1896  |
| ----- | ----- | ----- | ----- | ----- | ----- | ----- | ----- | ----- |
| 1 780 | 1 989 | 2 018 | 1 823 | 1 705 | 1 615 | 1 709 | 1 592 | 1 628 |

| 1901  | 1906  | 1911  | 1921  | 1926  | 1931  | 1936  | 1946  | 1954  |
| ----- | ----- | ----- | ----- | ----- | ----- | ----- | ----- | ----- |
| 1 669 | 1 664 | 1 659 | 1 545 | 1 634 | 1 560 | 1 549 | 1 793 | 1 827 |

| 1962  | 1968  | 1975  | 1982  | 1990  | 1999  | 2006  | 2011  | 2016  |
| ----- | ----- | ----- | ----- | ----- | ----- | ----- | ----- | ----- |
| 1 680 | 1 629 | 1 695 | 1 948 | 2 208 | 2 109 | 2 292 | 2 210 | 2 100 |

| 2021  | 2022  | - | - | - | - | - | - | - |
| ----- | ----- | - | - | - | - | - | - | - |
| 2 047 | 2 040 | - | - | - | - | - | - | - |

#### La Ferté-Milon
Le recensement de la population de La Ferté-Milon avant l'absorption de la commune de Saint-Quentin-en-Allan était :
| 1793  | 1800  | 1806  | 1821  | 1831  | 1836  | 1841  | 1846  | 1851  |
| ----- | ----- | ----- | ----- | ----- | ----- | ----- | ----- | ----- |
| 2 072 | 2 051 | 1 951 | 1 868 | 1 716 | 1 890 | 1 944 | 1 977 | 1 866 |

| 1856  | 1861  | 1866  | 1872  | 1876  | 1881  | 1886  | 1891  | 1896  |
| ----- | ----- | ----- | ----- | ----- | ----- | ----- | ----- | ----- |
| 1 780 | 1 989 | 2 018 | 1 823 | 1 705 | 1 615 | 1 709 | 1 592 | 1 628 |

| 1901  | 1906  | 1911  | 1921  | 1926  | 1931  | 1936  | 1946  | 1954  |
| ----- | ----- | ----- | ----- | ----- | ----- | ----- | ----- | ----- |
| 1 669 | 1 664 | 1 659 | 1 545 | 1 634 | 1 560 | 1 549 | 1 793 | 1 827 |

#### Saint-Quentin-en-Allan
Le recensement de la population de Saint-Quentin-en-Allan avant son absorption par la commune de La Ferté-Milon était :
| 1793 | 1800 | 1806 | 1821 | 1831 | 1836 | 1841 | 1846 | 1851 |
| ---- | ---- | ---- | ---- | ---- | ---- | ---- | ---- | ---- |
| 63   | 49   | 60   | 50   | 60   | 65   | 62   | 66   | 69   |

| 1856 | 1861 | 1866 | 1872 | 1876 | 1881 | 1886 | 1891 | 1896 |
| ---- | ---- | ---- | ---- | ---- | ---- | ---- | ---- | ---- |
| 62   | 63   | 60   | 49   | 60   | 62   | 46   | 44   | 41   |

| 1901 | 1906 | 1911 | 1921 | 1926 | 1931 | 1936 | 1946 | 1954 |
| ---- | ---- | ---- | ---- | ---- | ---- | ---- | ---- | ---- |
| 33   | 39   | 37   | 19   | 35   | 24   | 24   | 20   | 17   |

### Manifestations culturelles et festivités
La ville organise toutes les deux années une fête médiévale de deux jours dans la vieille ville, au pied du château Louis d'Orléans. La dernière édition a eu lieu en 2019. Elle rassemble divers reconstitutions. Un campement, un marché, et de nombreuses animations authentiques. Une messe en latin est généralement célébrée à l'église Notre-Dame.  

### Sports
La ville dispose de nombreuses associations sportives. Du tir à l'arc, tennis, handball, au foot en passant par l'haltérophilie à un niveau olympique. La commune à d'ailleurs reçu le label "Terre de jeux"[réf. nécessaire] dans le cadre des Jeux Olympiques de Paris en 2024. La Ferté-Milon sera donc un centre d'entrainement pour l'haltérophilie[réf. nécessaire].

## Économie

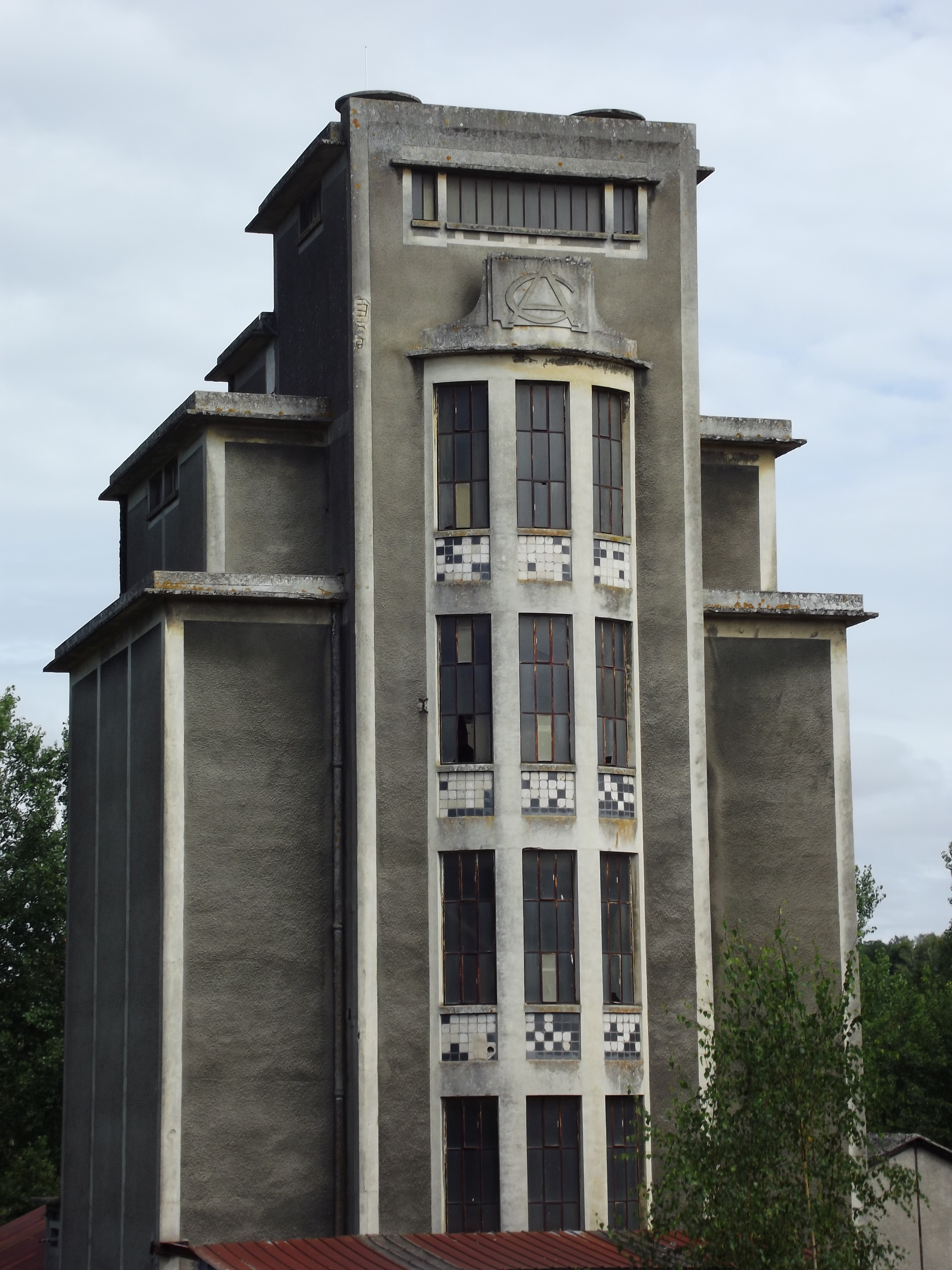
Ancien silo de la Coopérative Agricole.

La commune a longtemps bénéficié des retombées économique que l'Ourcq pouvait offrir via son offre de transport. De nombreuses manufactures de tissus ainsi que des tanneries existaient, les marchandises étant, en partie, envoyées par voie navigable. Au XIXe siècle, le chemin de fer a pris le relais.
Les denrées agricole offrirent également une source de revenu non négligeable. À la pointe du Mail, il est encore possible d'observer un grenier à grain servant autrefois au chargement des flûtes allant vers Paris. Dans les années 50, avec la mécanisation des moyens de production et l'augmentation de la quantité de récolte à traiter une Coopérative Agricole est créée et le silo d'inspiration Art Déco est construit.

## Culture locale et patrimoine

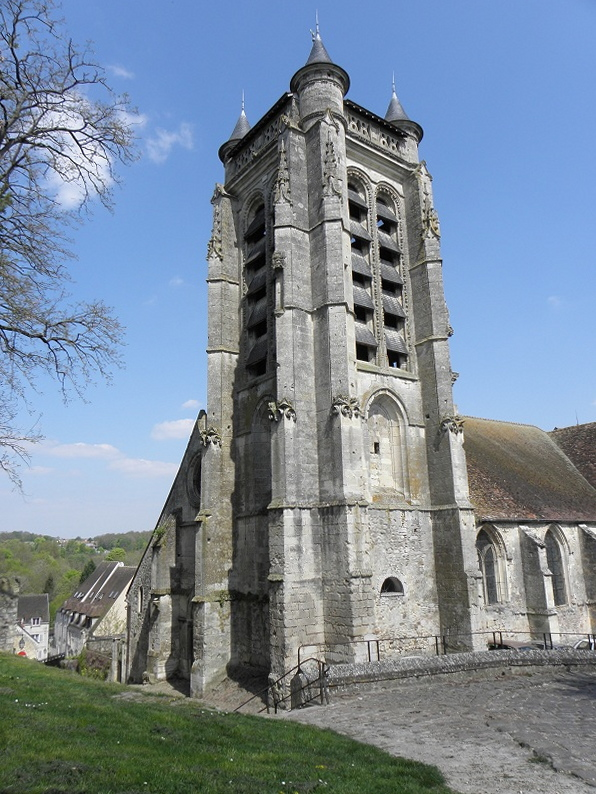
L'église Notre-Dame.

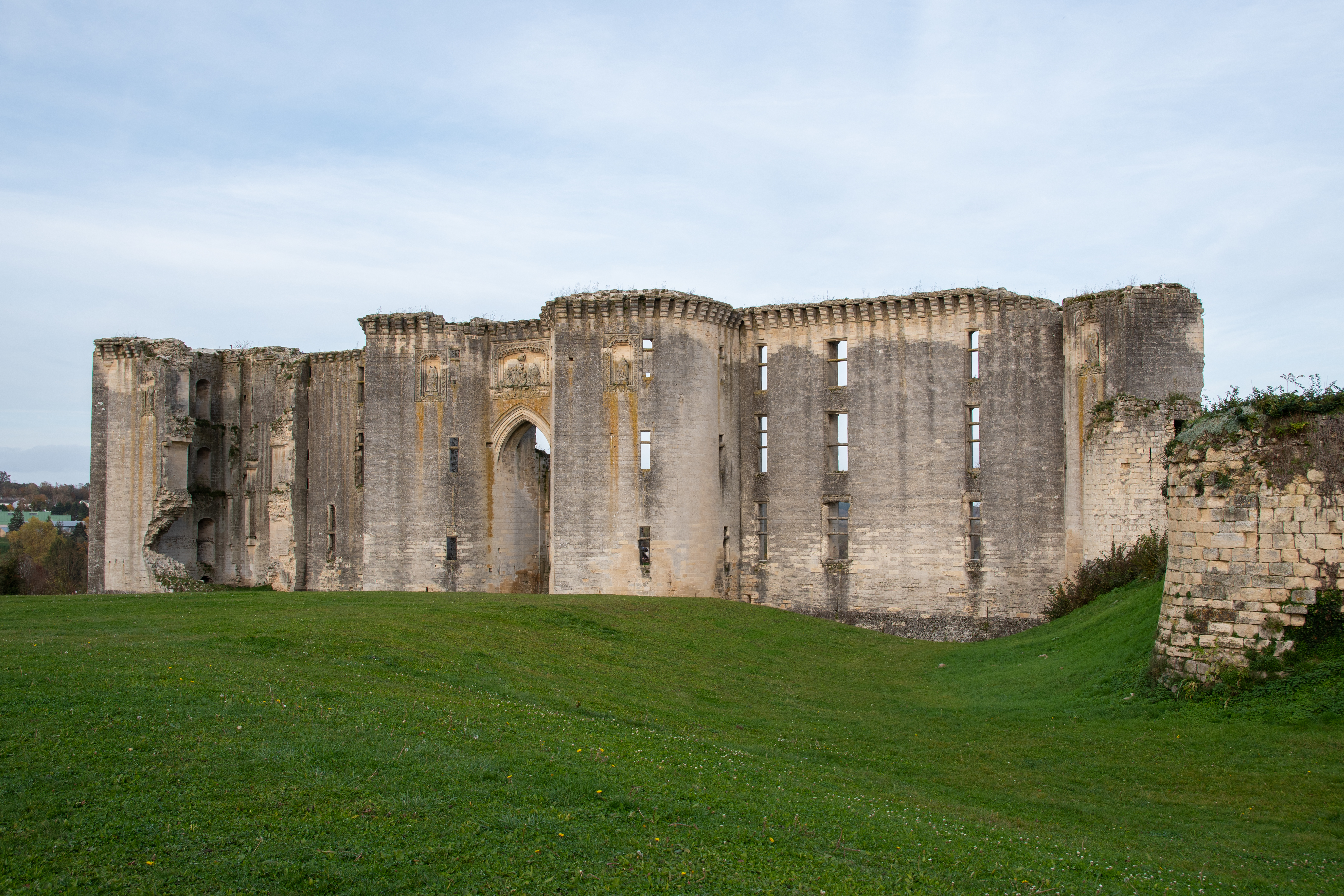
Façade du château.

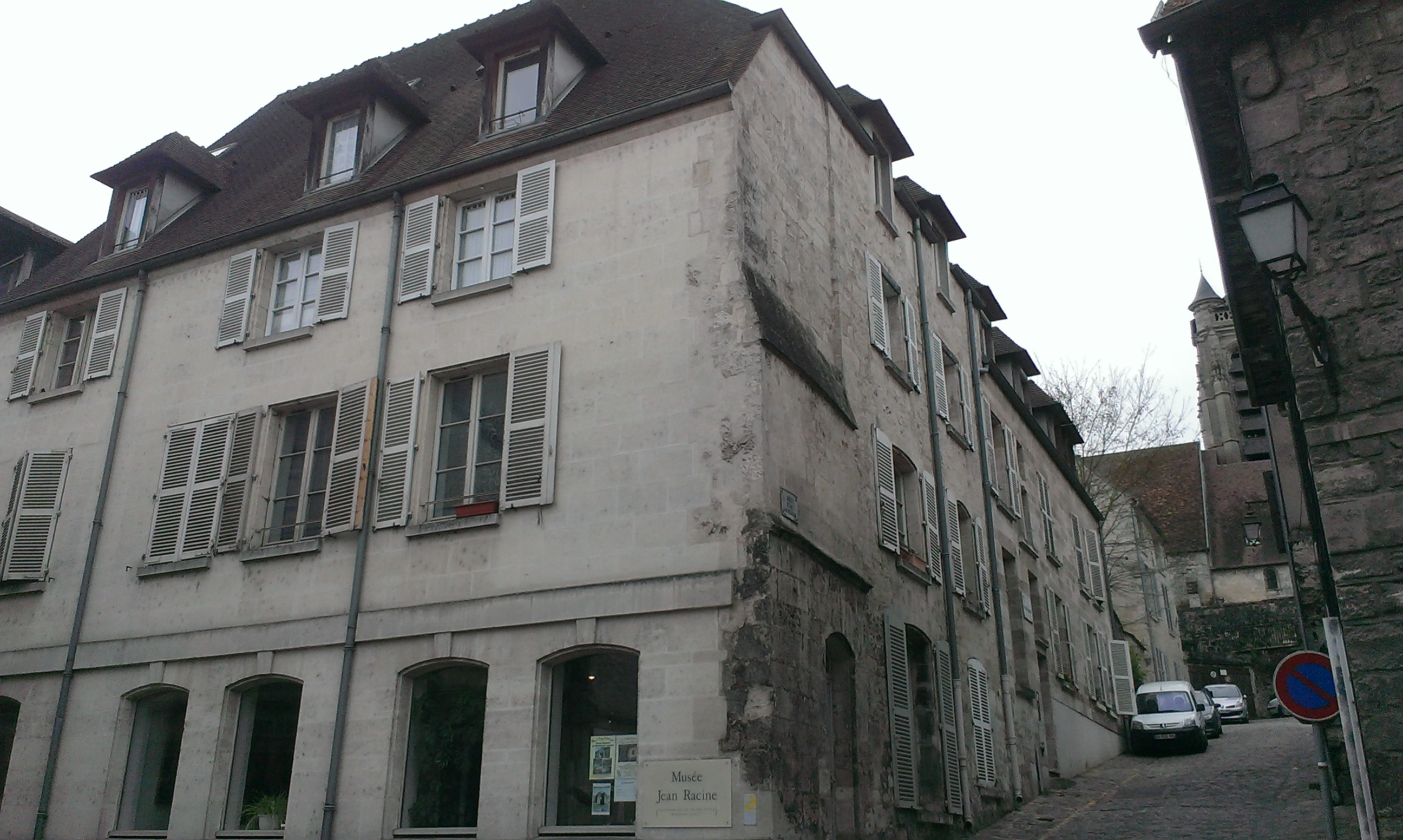
Musée Jean-Racine.

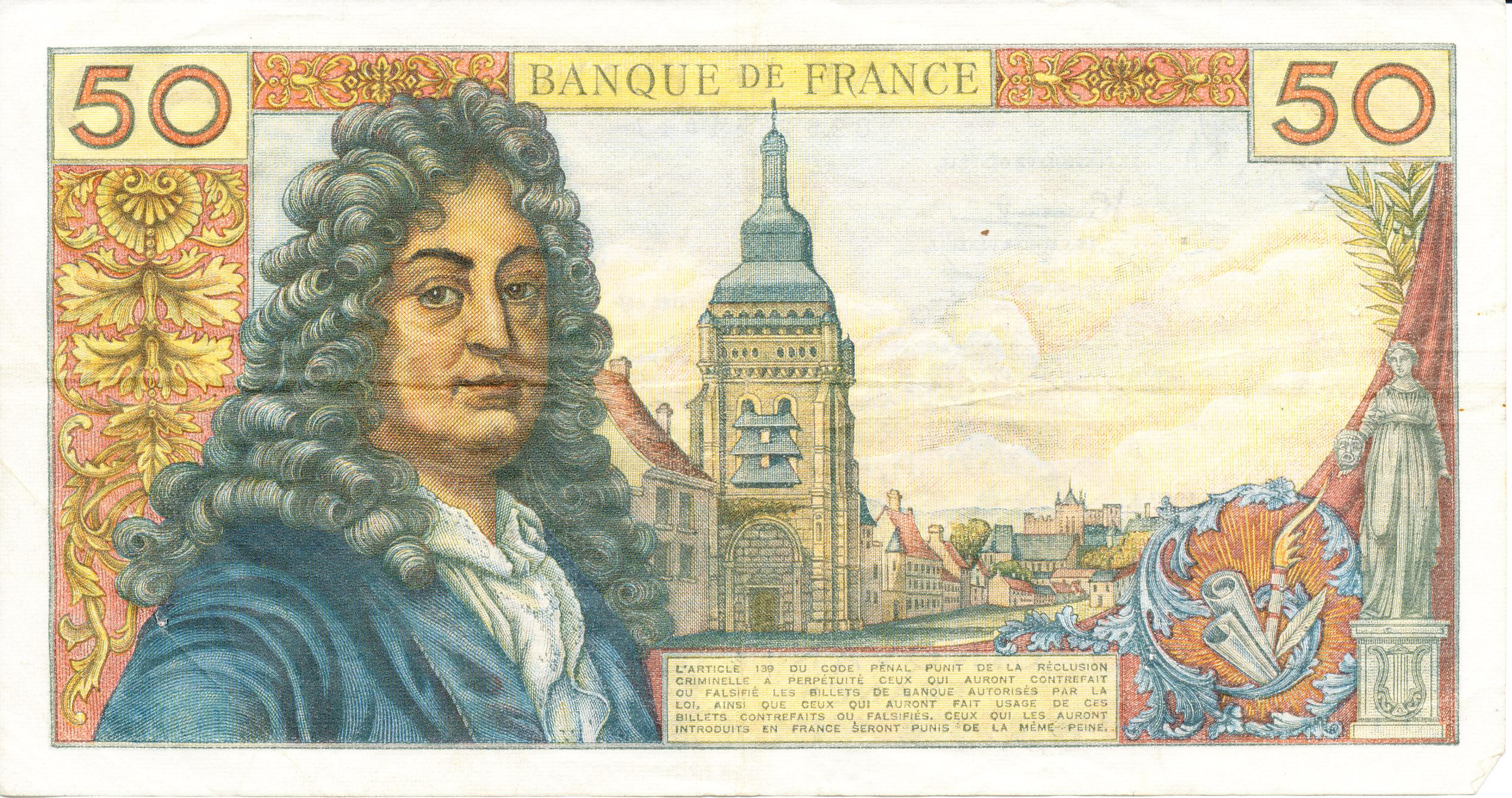
Le billet de banque 50 francs Racine présente au verso le buste de Racine devant La Ferté-Milon.

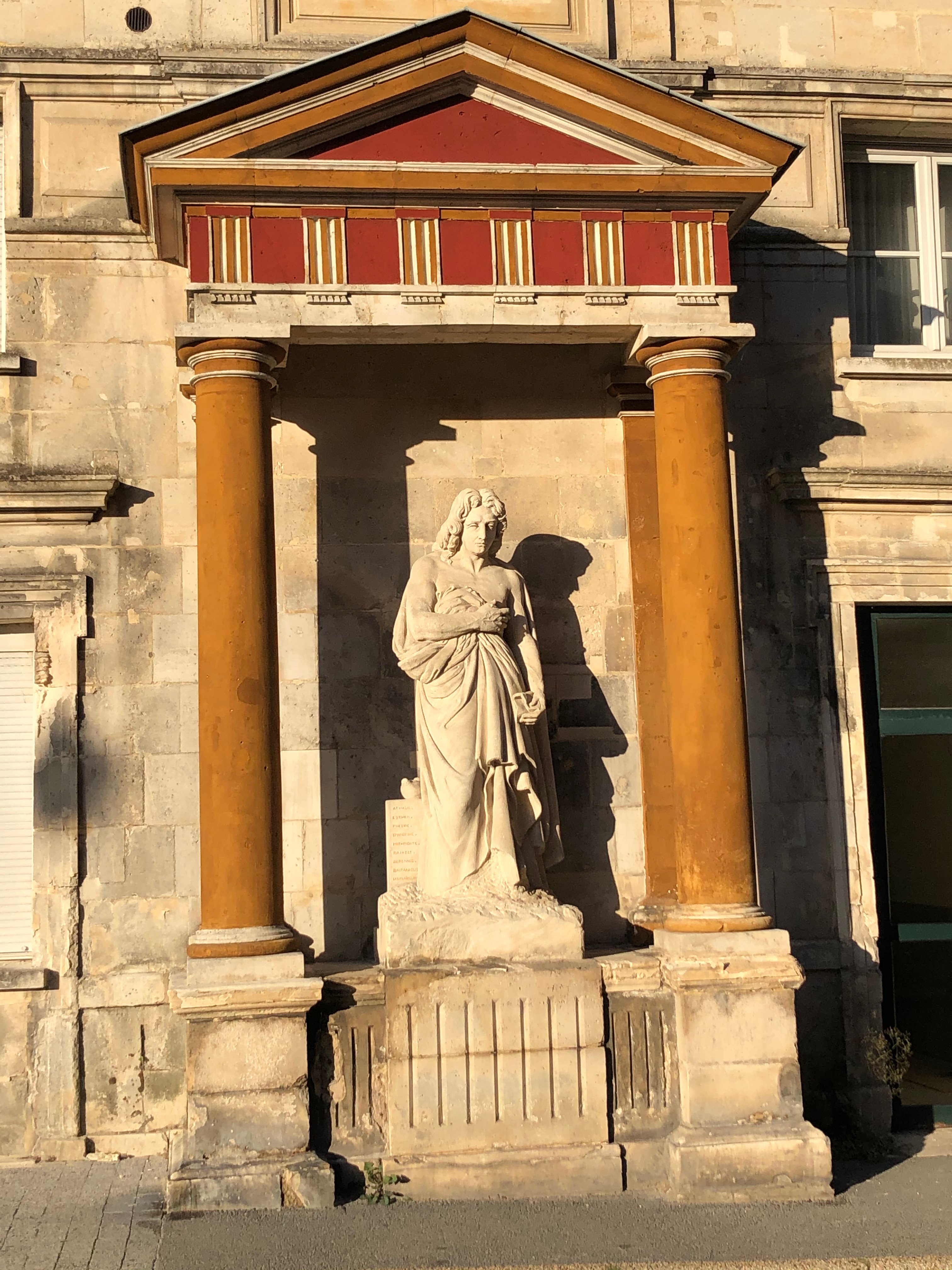
Statue de Racine.

### Lieux et monuments
Les ruines du château de La Ferté-Milon se situent sur un éperon de la rive gauche de l'Ourcq. C'est Louis d'Orléans qui ayant reçu le comté de Valois entreprit, en 1393, de reconstruire le château resté inachevé à la suite de son assassinat en 1407 et qu'Henri IV démantèlera. Il se présente sous la forme d'une grande enceinte flanquée du côté de l'attaque par quatre tours en amandes qui sont à la même hauteur que les courtines et leur chemin de ronde est sur mâchicoulis. La porte, très haute, surmontée d'un grand relief représentant le couronnement de la Vierge, s'ouvre entre les deux tours du milieu.
Au bas de la ruelle pavée des Rats, se trouve la statue de Jean Racine enfant (œuvre de Louis-Auguste Hiolin en 1910) et une église, Notre-Dame, dont le clocher carré recouvert d'ardoise, dispose de quatre tourelles en ses quatre angles, dont la plus extérieure sert d'escalier. Le toit du clocher et des tourelles sont à faible pente.
On y trouve aussi une passerelle construite par Gustave Eiffel qui donne accès à un parc ("le mail") longeant le canal de l'Ourcq. Non loin de ce dernier, on relève, près de la roue à aubes, une autre statue de Jean Racine. L'originale, en marbre, de Pierre-Jean David d'Angers, édifiée en 1833, classée monument historique en 1932, se trouve aujourd'hui au musée municipal. Elle avait été offerte à la ville par Louis XVIII, protégée des intempéries par un portique dans le goût de l'Antique. De nos jours, dans cet emplacement est érigée une copie en pierre calcaire.
Trois églises sont également classées au titre des monuments historiques :
- l'église Notre-Dame en février 1920 ;
- l'église Saint-Nicolas en 1965 ;
- les vestiges de l'ancienne église Saint-Vaast (abside) en 1995.

Une chapelle est à citer :
- la chapelle Sainte-Geneviève de Mosloy dont les vitraux, datant de 1951, sont l'œuvre du peintre Jean Weinbaum.

Le hameau de Saint Quentin sur Allan possède également une petite chapelle en partie du XIIe siècle, venant d'ailleurs de subir d'importantes restaurations aux niveaux des verrières et de sa couverture (2019).
Le cinéma « Jean Racine » au cœur d'une vieille bâtisse accueillant la MJC y a été créé sur l'idée de Gaston Astier proposée à Michel Ferté, maire de la ville et développé par Michel Delaforterie.
Grâce à lui la Ferté-Milon fut l'une des premières petites villes à proposer la technologie Dolby Digital.
Pour mémoire
- Ancien couvent Saint-Michel, occupé par des clarisses[37].

### Musées de la commune
Deux musées dont l'entrée est gratuite sont accessibles au public d'avril à septembre, le week-end :
1. Le musée Jean-Racine situé dans l'ancienne maison de la grand-mère du poète à l'angle de la rue de Reims et de la rue des Bouchers montant vers la vieille ville.
2. Le musée régional du machinisme agricole présentant une importante collection de tracteurs et d'outils anciens. Se situant au 68 rue de la Chaussée, à côté du passage à niveau et de l'église Saint-Nicolas.

### Personnalités liées à la commune
- Jean de La Fontaine (1621-1695) y célébra son mariage avec Marie Héricart en 1647 à l'église Notre-Dame.
- Jean Racine (1639-1699), dramaturge et poète français, est né à La Ferté-Milon.
- Pierre-François Aubry-Dubochet (1737-1800), arrière petit neveu de Jean Racine, homme politique français né et décédé à La Ferté-Milon.
- Nicolas Bertin (1752-1816), général des armées de la République est décédé à La Ferté-Milon.
- Jean-Baptiste Charles René Joseph Mas de Polart (1775-1843), général français, lieutenant-général fut maire de La Ferté-Milon.
- Théodore Denis Belin (1793-1865), notaire, banquier et maire de Reims est né à La Ferté-Milon.
- Jean-Baptiste Camille Corot (1796-1875), peintre est allé à La Ferté-Milon et y a peint une vue du château (désormais au Musée d'art d'Ohara, au Japon).
- Henri Lutteroth (1802-1889), journaliste et évangéliste français d'origine allemande habita longtemps son château de Bourneville près La Ferté-Milon.
- Eugène Lavieille (1820-1889), peintre  a vécu à La Ferté-Milon de 1856 à 1859 et y reviendra par la suite. Il a réalisé à La Ferté-Milon et dans la région, différentes œuvres. Une de ses peintures est exposée au musée Jean-Racine.
- Anatole Francisque Belval-Delahaye (1879-1918), poète français est né à La Ferté-Milon.
- Bernard Mélois sculpteur s'y est installé et y est décédé (2023).

### Anecdotes
- Une photo de promotion pour la sortie de l'album de Pink Floyd, Animals, fut prise en janvier 1977 à la Ferté-Milon, au bout de la rue du Marché-au-Blé, non loin du monument dédié à Jean Racine. D'autres photos, pour la même campagne publicitaire, ont été prises dans la région.
- Yoshiki Hayashi (1965-), le leader du groupe X Japan, fut filmé par le réalisateur français Didier Deleskiewicz pour le tournage du vidéo-clip de la chanson Rose Of Pain dans les ruines du château durant l'été 1989.
- La ville a fait l'objet de nombreuses mentions touristiques et patrimoniales farfelues de Jacques Martin et Jean Yanne dans une émission des Grosses Têtes du 24 septembre 1989[38].

### Héraldique
Le blason le plus ancien encore existant se situe dans l'église Notre-Dame. Il est à observer au sommet de la verrière des Évêques, qui date en partie du XIIIe siècle.
| Blason de Ferté-Milon (La) | Blason  | D'azur au château de deux tours d'argent, ouvert, ajouré et maçonné de sable. Ornements extérieursCroix de guerre 1914-1918           |
| Blason de Ferté-Milon (La) | Détails | La plus ancienne représentation se trouve à l'église Notre-Dame, au sommet du vitrail des évêques. Blason adopté par la municipalité. |